# Roxanne Day
Roxanne Day – amerykańska aktorka filmowa i telewizyjna.
Uczęszczała na American Academy of Dramatic Arts w Nowym Jorku.
Wcieliła się w główną rolę żeńską w dramacie o tematyce LGBT The Fluffer (2001). Następnie wystąpiła w roli Buckle w horrorze Lucky’ego McKee May (2002), na planie towarzysząc Angeli Bettis, Annie Faris i Jeremy’emu Sisto. Jako Jen Slater pojawiła się w dwóch odcinkach serialu FOX 24 godziny w 2005 roku. Gościnnie zagrała w wielu innych serialach telewizyjnych, m.in. w Zagubionych, Ostrym dyżurze, Bez śladu oraz CSI: Kryminalnych zagadkach Nowego Jorku.
W 2008 debiutowała w roli producent filmowej, obejmując stanowisko producentki filmu dokumentalnego The Salvation of Barry. Jak dotąd nie wyprodukowała żadnego innego filmu.